# Almindelig vandranke
Almindelig Vandranke (Luronium natans) eller blot Vandranke er en urt med op til 1 meter lange flydende stængler. Den vokser bl.a. på sandbund i næringsfattige søer.

## Beskrivelse
Vandranke er en flerårig urt med en frit flydende eller (efter udtørring:) krybende vækst. Stænglerne er normalt flydende og rodslående. De bærer blade med vidt forskellig form: Undervandsbladene er linjeformede og helrandede, mens flydeblade og landblade er langstilkede og ovale med hel rand. Begge bladsider er mørkegrønne.
Blomstringen sker i juni-august, og blomsterne sidder enkeltvis eller 2-3 sammen på lange stilke, sådan at de flyder på overfladen. Blomsterne er regelmæssige og 3-tallige med hvide kronblade, der hver har en gul basis. Frugterne er nødder, der er samlet i én falsk frugt.
Rodnettet består af de lange stængler, som danner rødder ved alle vækstpunkter (”knuder”).
Højde x bredde og årlig tilvækst: 1,00 x 0,25 (100 x 25 cm/år). Disse tal gælder, når planten lever normalt, dvs. nedsænket i vand. Planter på tørlagt bund bliver væsentligt mindre (se billedet i boksen til højre).

## Voksested
Vandranke er en globalt truet art. Den er udbredt i de atlanterhavsprægede dele af Vesteuropa, og i Danmark findes den kun i Vestjylland, hvor den er fredet. Arten er knyttet til næringsfattige og sure søer og damme (hedesøer) eller i langsomt flydende vandløb.
I det stillestående vand i den Sydlige Parallelkanal ved Skjern Å findes den største, danske bestand af arten sammen med bl.a. Kalmus, Flod-klaseskærm, Gifttyde og Krebseklo.

## Galleri
| Portal | Portal:Botanik |

## Note
1. ↑  Alex Dubgaard, Mikkel F. Kallesøe, Mads L. Petersen og Jacob Ladenburg:Cost-benefit analyse af Skjern-Å-projektet